# Pfälzischer Bauernkrieg

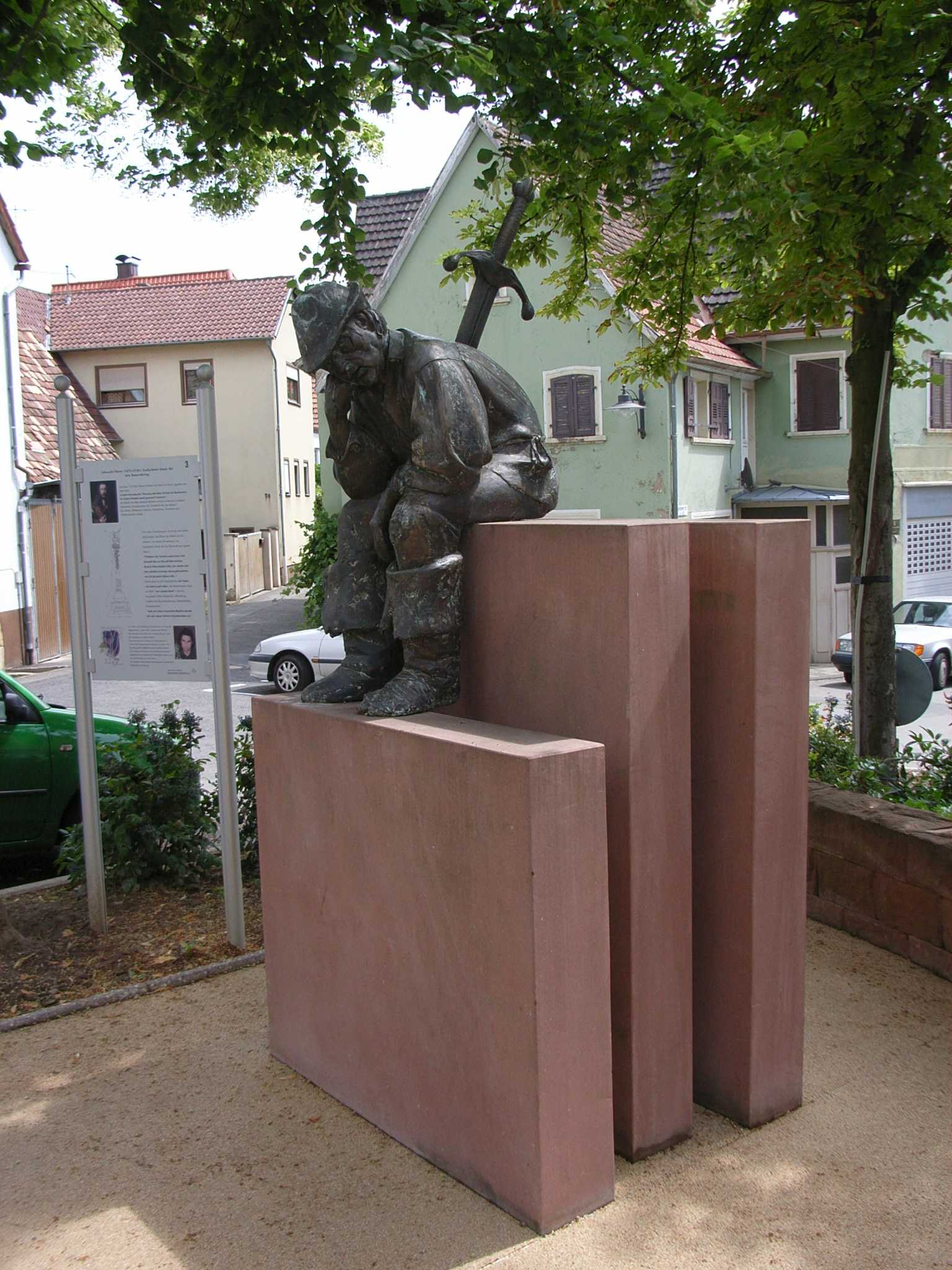
Monument pour les paysans battus à Nussdorf.

La guerre des paysans du Palatinat (« pfälzischer Bauernkrieg ») est un conflit lié à la guerre des paysans allemands dans la région du Haut-Rhin moyen et du Rhin Supérieur, qui a eu lieu sur la rive gauche du Rhin. Le soulèvement a lieu d'avril à juin 1525 dans le Palatinat du Rhin et les régions limitrophes.

## Déroulement du conflit
Le début de la guerre des paysans allemands est marqué par la formation du « groupe de Nussdorf » près de Landau in der Pfalz, le 23 avril 1525, qui entraîne le pillage de monastères environnants : la Commanderie de l'ordre de Saint-Jean de Jérusalem grand bailliage de Brandebourg à Zeiskam, à Hördt où le pasteur est tué, ainsi que de plusieurs châteaux, et la prise de la ville de Neustadt sans combat le 6 mai.
Le programme des « groupes des paysans » est basé sur les Douze Articles élaborés à Memmingen et imprimés à 25 000 exemplaires. À la même période se constitue un deuxième mouvement de révolte près de Bockenheim. Le Kurfürst du Palatinat Ludwig V se voit alors contraint d'accepter des négociations avec le groupe des paysans de Geilweiler et de Bockenheim qui débutent le 10 mai à Forst : on y convient de discuter des doléances lors d'un Landtag (congrès régional).
Le 23 mai, le Prince-électeur choisit l'option militaire avec l'aide des troupes de l'archevêque de Trèves, après que d'autres princes ont déjà réprimé les révoltes dans le Wurtemberg, et l'insurrection en Alsace et dans le Westrich. Les 23 et 24 juin a lieu la bataille de Pfeddersheim : on rapporte la mort de plusieurs milliers d'insurgés.